# بيرناردينو إيشيفيريا رويز
بيرناردينو إيشيفيريا رويز هو عالم عقيدة إكوادوري، ولد في 12 نوفمبر 1912 في مقاطعة إمبابورا في الإكوادور، وتوفي في 6 أبريل 2000 في كيتو في الإكوادور.